# Wiltruda
Wiltruda – imię żeńskie pochodzenia germańskiego, złożone z członu will- //wil- ("wola") oraz trut, od germ. thrūdi ("moc, siła") pomieszanego z drūda, stwniem. trūt, drūt ("ukochany, miły"); por. Gertruda, Ermentruda. 
Wiltruda imieniny obchodzi 6 stycznia, w dzień wspomnienia bł. Wiltrudy zwanej Pobożną.

## Znane osoby noszące imię Wiltruda
- Wiltruda (ok. 790 —  ok. 834) — żona Roberta III z Wormacji, hrabiego Wormacji i Rheingau, pochodząca z dynastii Agilolfingów
- Wiltruda — córka Gotfryda II Brodatego, księcia Górnej i Dolnej Lotaryngii (zm. 1069)
- Wiltrud Drexel (ur. 1950) — austriacka narciarka alpejska
- Wiltrud Probst (zm. 1969) — niemiecka tenisistka
- Wiltruda Maria Wittelsbach (1884—1975) — księżniczka bawarska, księżniczka Urach